# Onoarea pierdută a Katharinei Blum
Onoarea pierdută a Katharinei Blum (în germană Die verlorene Ehre der Katharina Blum oder Wie Gewalt entstehen und wohin sie führen kann) este un roman scris de Heinrich Böll (laureat al Premiului Nobel pentru Literatură în 1972) și publicat în 1974. El se vrea a fi o pledoarie în favoarea democrației și a drepturilor individuale.
Romanul a fost prelucrat ca piesă de teatru și libret pentru operă. De asemenea, a devenit de mai multe ori subiect de film, fiind ecranizat pentru prima dată în 1975 în regia soților Volker Schlöndorff și Margarethe von Trotta, cu titlul Die verlorene Ehre der Katharina Blum. În prima ecranizare, rolurile principale au fost jucate de Angela Winkler și Mario Adorf.

## Rezumat
Katharina Blum, o tânără și frumoasă menajeră, îl întâlnește pe Ludwig Gotten. Cei doi se îndrăgostesc unul de celălalt și petrec noaptea împreună. În dimineața următoare, poliția intră în apartament căutându-l pe Ludwig, care se pare că era terorist. Însă acesta dispăruse din apartament. În schimb, Katharina este arestată, umilită și suspectată a fi ea însăși o teroristă, onoarea ei fiind terfelită de presa bulevardieră. În final, ea ucide un reporter, care îi făcuse viața un iad.

## Traduceri în limba română
- Onoarea pierdută a Katharinei Blum sau Cum se iscă și unde poate duce violența (Ed. Univers, București, 1978), 144 p. - traducere de Mariana Șora
- Onoarea pierdută a Katharinei Blum (Ed. Humanitas, București, 2003), 160 p. - traducere de Mariana Șora
- Onoarea pierdută a Katharinei Blum (Ed. Polirom, Iași, 2009), 208 p. - traducere de Mariana Șora

## Ecranizări
- 1975 Onoarea pierdută a Katharinei Blum (Die verlorene Ehre der Katharina Blum), regia Volker Schlöndorff